# Archidiocèse de Birmingham
L’archidiocèse de Birmingham est un archidiocèse métropolitain de rite romain au Royaume-Uni. Il a été érigé le 28 octobre 1911. Son titulaire siège à la cathédrale Saint-Chad de Birmingham. Depuis 2009, il s'agit de Bernard Longley.

## Territoire
L'archidiocèse couvre une superficie de 9 936 km², dans les comtés d'Oxfordshire, Staffordshire, West Midlands, Warwickshire et Worcestershire.
En 2023, le territoire est composé de 226 paroisses, regroupées en 18 doyennés : Banbury, Birmingham Cathedral, Birmingham East, Birmingham North, Birmingham South, Coventry, Dudley, Kidderminster, Lichfield, North Staffordshire, Oxford North, Oxford South, Rugby, Stafford, Walsall, Warwick, Wolverhampton et Worcester. 

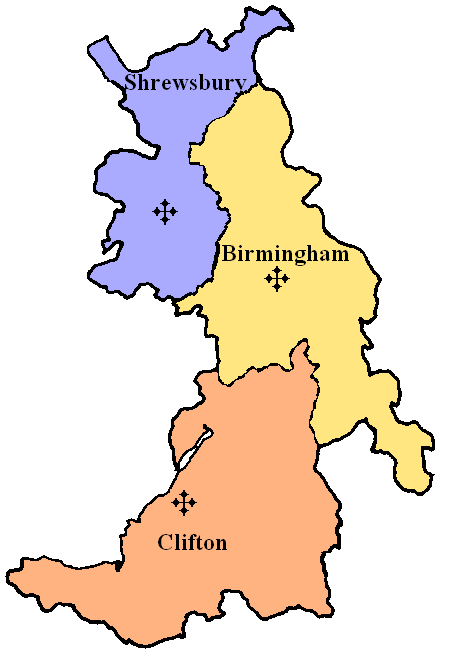
La province de Birmingham.

## Histoire
Érigé en tant que Vicariat apostolique du district des Midlands en 1688, à partir de celui d'Angleterre, le vicariat s'est développé très lentement jusqu'à l'avènement de la révolution industrielle. En réponse à cette forte croissance, le nom a été changé en 1840 en Vicariat apostolique du district central, et un nouveau vicariat a été créé à partir de la partie orientale du district. 
Le 29 septembre 1850, date du rétablissement de la hiérarchie catholique en Angleterre, le diocèse de Nottingham fut créé à partir de certaines parties du territoire. En même temps, il céda des parts pour la création de l'évêché de Shrewsbury et fut lui-même élevé au rang de diocèse de Birmingham, étant alors suffragant de l'archidiocèse de Westminster.
Le diocèse de Birmingham a été élevé au rang d'archidiocèse le 28 octobre 1911.